# Julian Hörl
Julian Hörl (Saalfelden am Steinernen Meer, 4 de março de 1992) é um jogador de vôlei de praia austríaco.

## Carreira
Na adolescência vislumbrava trilhar a carreira de jogador de futebol, apresentou problemas no joelho e não pode dar prosseguimento, indo para a natação em piscinas abertas em Saalfelden am Steinernen Meer e o contato com o vôlei de praia remonta desde período, treinava no Schiklub Saalfelden em 2010, apoiado por seu pai, o ex-voleibolista indoor Thomas Hörl, que o colocou em contato com o técnico Harry Schörghofer, e após treinamentos e algumas exibições consistentes despertou atenção de Daniel Hupfer que o chamou para compor dupla e logo passaram competir profissionalmente em Viena.
Em 2011 ele alcançou o nono lugar com Simon Schörghofer no Campeonato Europeu Sub-20  nas cidades de Tel Aviv e Jaffa.Em 2013 jogou no circuito austríaco de vôlei de praia  com Fabian Kandolf e terminaram em sétimo na etapa de Rum, além das quintas posições em Lienz, Graz e Wolfurt, sendo semifinalista em Fürstenfeld, também esteve com Thomas Kunert na etapa de Seewalchen e também ficaram em quinto lugar. Com Kandolf disputou o Circuito MEVZA de 2013, a etapa de Linz e com Tobias Winter disputaram o Aberto de Durban pelo circuito mundial.
A partir de 2014, esteve com Daniel Hupfer, conquistaram o título da etapa do circuito nacional em Fürstenfeld , o vice-campeonato em Lienz e nono lugar no Aberto do Paraná (Argentina) pelo circuito mundial como melhor resultado da dupla no mesmo.Em 2015 estiveram juntos novamente conquistaram o quarto lugar da etapa do circuito nacional em Fürstenfeld , o vice-campeonato em Tulln sendo o vigésimo quinto posto o melhor resultado nas etapas do circuito mundial, em Sochi.
No período de 2016, em nova jornada com Daniel Hupfer, venceram no circuito austríaco a etapa de Wolfurt e o terceiro posto em Litzberg, já nos Abertos de Kish e Fortaleza, alcançaram a vigésima quinta posição, e foram semifinalistas na etapa de Praga do Circuito MEVZA a dupla competiu pela última vez no torneio tres estrelas de Kish, quando terminaram em nono lugar  e no ciruciot nacional em Neusied no ano de 2017.A continuidade da temporada de 2017 esteve com Simon Frühbauer na etapa Satélite CEV em Göteborg, no circuito mundial competiu com Alexander Huber a partir do torneio quatro estrelas do Rio de Janeiro quando terminaram na décima sétima posição, ainda venceram no circuito austríaco a etapa de Wolfurt e  em Litzberg, e finalizou a temporada com Philipp Waller terminando em nono lugar no uma estrela do circuito mundial em Aalsmeer e no Masters de Baku pelo circuito europeu.
Em 2018 retomou a parceria com Tobias Winter, sendo semifinalista na etapa de Innsbruck no circuito nacional, disputaram o Campeonato Europeu em Haia e terminaram em vigésimo quinto lugar,  já para o circuito mundial, sendo semifinalistas no torneio três estrela de Kish e o o vice-campeonato no uma estrela em Baden. Na temporada de 2019 estiveram juntos no título nacional na etapa de Wallsee e o quarto posto em Graz, e no circuito mundial terminaram em nono lugar no duas estrelas em Qidong e no três estrelas de Edmonton, disputaram o Finals FIVB em Roma.
No circuito austríaco de 2020 esteve com Simon Frühbauer no título em Innsbruck e ao lado de Philipp Waller em Wolfurt, novamente com Winter no quinto posto em Baden e no vice-campeonato novamente em Baden. Na edição do Campeonato Europeu de 2020 esteve ao lado de Moritz Pristauz, cuja sede deu-se em Jūrmala e terminaram em décimo sétimo lugar e estiveram juntos no circuito mundial no quatro estrelas de Ostrava, no quatro estrelas de Gstadd com Fabian Kindl; e na edição do Campeonato Europeu de 2021 em Vienna esteve com Laurenz Leitner.
Ainda no circuito mundial de 2021 esteve com Florian Schnetze terminou em quarto lugar no uma estrela de Nijmegen.Em 2022, passou a competir com Alexander Horst, conquistando o título da etapa de Unterach am Attersee pelo circuito nacional, obteve no circuito mundial o quarto posto no Future de Songkhla, o nono no Challenge de Kuşadası e o título no Future de Klaipėda.

## Títulos e resultados
- Future de Klaipėda do Circuito Mundial de Vôlei de Praia de 2022
- 1* de Baden do Circuito Mundial de Vôlei de Praia de 2018
- 1* de Nijmegen do Circuito Mundial de Vôlei de Praia de 2021
- 3* de Kish do Circuito Mundial de Vôlei de Praia de 2018